# Benjamin Carr
Benjamin Carr (12 de septiembre de 1768 - 24 de mayo de 1831) fue un compositor, cantante, profesor y editor de música estadounidense de origen inglés. 

## Biografía
Nacido en Londres, era hijo de Joseph Carr, uno de los editores musicales más influyentes de la época y hermano mayor de Thomas Carr. 
Estudió órgano con Charles Wesley y composición con Samuel Arnold. En 1793 viajó a Filadelfia con una compañía escénica, y un año después se dirigió con la misma compañía a Nueva York, donde permaneció hasta 1797, ese mismo año se mudó a Filadelfia, convirtiéndose en un destacado miembro de la vida musical de la ciudad.
Fue, junto con su socio George Schetky, el editor de música más importante y prolífico de Estados Unidos durante la década de 1790.  En 1794 comenzó a publicar "una canción nueva cada lunes". La primera publicación "The Kentucky Volunteer", se convirtió en la primera canción protegida por derechos de autor según la nueva Constitución de los Estados Unidos. Esta canción fue compuesta por el también inmigrante inglés, Raynor Taylor. Esta serie particular de "cada lunes", sin embargo, sólo duró 5 semanas.
Carr fue conocido como profesor de teclado y canto, y se desempeñó como organista y director de coro en la Iglesia Católica de San Agustín (1801-1831) y en la Iglesia Episcopal de San Pedro (1816-1831). En 1820 fue uno de los principales fundadores de la Sociedad del Fondo Musical de Filadelfia,   y es conocido como el "Padre de la Música de Filadelfia". La cantante Ann Maria Thorne, conocida popularmente como Mrs. French, fue una de sus alumnas.

## Carrera musical
La obra orquestal más conocida de Carr fue la Obertura Federal (1794), compuesta para audiencias teatrales.
Publicó muchas de sus 61 canciones artísticas en dos antologías en serie, Musical Journal for the Piano Forte (1800-04) y Carr's Musical Miscellany in Ocasional Numbers (1812-25). También entre sus canciones se encuentran varios conjuntos de baladas, entre ellas Six Ballads from The Lady of the Lake op.7, publicadas el mismo año (1810) que el poema de Sir Walter Scott en el que se basan. El conjunto contiene el Himno a la Virgen ("Ave María"), que destaca especialmente por su acompañamiento arpegiado en forma de arpa. La canción más popular de Carr fue "The Little Sailor Boy" (1798).  Quizás fue el primer compositor estadounidense en poner música a un texto de Shakespeare, y su Himno a la Virgen (1810) se considera generalmente una de las mejores canciones de la historia temprana de Estados Unidos. 
Su música para piano incluye sonatas más breves, rondós y formas de variación. Gran parte fue escrita con fines pedagógicos, aunque algunas obras son más avanzadas técnicamente. También escribió varias obras pedagógicas importantes, incluidas Lessons and Exercises in Vocal Music (1811) y The Analytical Instructor for the Piano Forte (1826). 

## Composiciones
obras impresas publicadas en Filadelfia a menos que se indique lo contrario
Obras para el escenario
- Philander and Silvia, or Love Crown'd at Last (pastoral opera), Londres, Sadler's Wells, 16 de octubre de 1792
- The Caledonian Frolic (ballet), Filadelfia, 26 de febrero de 1794
- Irish Lili (ballet), Filadelfia, 9 de julio de 1794
- Macbeth (incidental music), Nueva York, 14 de enero de 1795
- Poor Jack (ballet), Nueva York, 7 de abril de 1795
- The Archers (opera, W. Dunlap), Nueva York, John Street, 18 de abril de 1796
- Gavotte

Arreglos de óperas inglesas con música adicional de Carr
- S. Arnold: Children in the Wood, Filadelfia, 24 de noviembre de 1794
- C. Dibdin: The Deserter, Nueva York, 19 de mayo de 1795
- Linn: Bourneville Castle, Nueva York, 16 de enero de 1797 [música de Arne]
- Holcroft: The Spanish Barber, 1800
- Varios. arias de ópera y música incidental

Canciones y trabajos vocales
- Cuatro baladas (W. Shakespeare, JE Harwood) (1794)
- Tres Baladas, op.2 (1799)
- Seis baladas de... La dama del lago (W. Scott), op.7 (1810)
- Lecciones y ejercicios de música vocal, op.8 (Baltimore, ?1811)
- Cuatro baladas de... Rokeby (Scott), op.10 (Baltimore, 1813)
- La Historia de Inglaterra, op.11 (Baltimore, 1814)
- Bagatelas musicales, op.13 (c1820)
- Seis Canzonets, op.14 (1824)
- numerosas canciones individuales

Obras instrumentales
- Obertura federal, piano (1794)
- Seis sonatas, piano (1796)
- Marcha Muerta y Monodia para el General Washington, piano y partitura vocal (Baltimore, 1799/1800)
- Tres divertimentos, en Revista Musical para Piano Forte, i (1800)
- Voluntario, órgano (?1801)
- El asedio de Trípoli: Sonata naval histórica, piano, op.4 (1804)
- Aplicación adolcita, piano, op.6 (1809)
- Seis sonatinas progresivas, piano, violín/flauta ad lib, op.9 (Baltimore, 1812)
- El instructor analítico, piano, op.15 (1826)
- otras obras individuales, incluidas marchas, valses, variaciones, etc.

Colecciones y ediciones
- Musical Journal for the Piano Forte (1800–04) [música y canciones para piano]
- Misas, vísperas, letanías, himnos, salmos, himnos y motetes (1805)
- Miscelánea musical de Carr
- Números ocasionales (1812–25) [pf música y canciones]
- Una colección de cánticos y melodías para las iglesias episcopales de Filadelfia (1816)
- El corista (1820)
- Letras (1825)
- El clavecín (1825)
- Aires sagrados, en seis números (1830)